# Inno nazionale della Bolivia
L'inno nazionale della Bolivia è anche noto dal suo primo verso come Bolivianos, el hado propicio.
Il testo fu composto da José Ignacio de Sanjinés sulla musica dell'italiano Leopoldo Benedetto Vincenti. L'inno fu eseguito per la prima volta il 18 novembre 1845 al Teatro Municipal di La Paz in occasione del quarto anniversario della battaglia di Ingavi.
È stato adottato ufficialmente come inno nel 1851.

## Testi

### Spagnolo
Bolivianos el hado propicio

Coronó nuestros votos y anhelo;

Es ya libre,es ya libre este suelo,

Ya cesó su servil condición.

Al estruendo marcial que ayer fuera

Y al clamor de la guerra horroroso,

Siguen hoy en contraste armonioso

Dulces himnos de paz y de unión.

Siguen hoy en contraste armonioso

Dulces himnos de paz y de unión.
ritornello:

De la Patria, el alto nombre

En glorioso esplendor conservemos

Y en sus aras de nuevo juremos

¡morir antes que esclavos vivir!

¡morir antes que esclavos vivir!

¡morir antes que esclavos vivir!
Loor eterno a los bravos guerreros,

Cuyo heroíco valor y firmeza,

Conquistaron las glorias que empieza

Hoy Bolivia feliz a gozar.

Que sus nombres el mármol y el bronce

A remotas edades transmitan

y en sonoros cantares repitan:

Libertad! Libertad! Libertad!
Ritornello
Aqui alzó la justicia su trono,

Que la vil opresión desconoce

Y en su timbre glorioso se goce.

Libertad! Libertad! Libertad!

Esta tierra inocente y hermosa,

Que ha debido a Bolivar su nombre,

Es la patria feliz donde el hombre

goza el bien de la dicha y la paz.
Ritornello
Si extranjero poder algún día,

Sojuzgar a Bolivia intentare

A destino fatal se prepare,

Que amenaza a soberbio agresor.

Que los hijos del grande Bolivar

Han ya mil y mil veces jurado,

¡Morir antes que ver humillado

de la Patria el augusto pendón!
Ritornello

### Aymara
"Bolivianos" samiw yanapistu,

jiwasan munañasax phuq'asiwa.

Uraqisax qhispiyataw, qhispiyataw,

Ĩpakuñas, mit'añas tukusitaw.

Nayrapachha ch'axwawin sarnaq'ata,

axsarkañ chhijtaw nuwasiñana.

Jichast mä chuymak saskakiwa

muxsa mayacht'ir q'uchuwina.
Ritornello:

Qullasuyu jach'a sutipa,

qhapax suma k'axañapa imañani.

Sutiparu wastat surañani,

¡Jiwañan janirkuch t'aq'iskasin!

¡Jiwañan janirkuch t'aq'iskasin!

¡Jiwañan janirkuch t'aq'iskasin!

### Quechua
Qullasuyu, may sumaq kawsaypi

jatun parlan munasqanchikta,

qhispisqa, qhispisqa kay suyu,

samanña qunqur chaki kayninqa.

Allin sinchi p'utuynin qayna karqa,

manchay tinkuy qhapariyninwan,

kunanmi khuskachasqa purichkan

misk'i takina thakwan tantasqa.
Ritornello:

Llaqtanchik pata jatun sutinta

wiñay kusiy k'anchaypi waqaychasun,

kumusninpi watiq tatalikusun:

Wañuy qunqur chaki kawsayta!

Wañuy qunqur chaki kawsayta!

Wañuy qunqur chaki kawsayta!